# Podiapolskoïe
Podiapolskoïe (en russe : Подъяпо́льское) de 2002 à 2011 Podiapolski (en russe : Подъяпольский), est un possiolok du kraï du Primorié en Extrême-Orient russe. Il se trouve dans le raïon de Chkotovo, dans le sud-est du Primorié, et sa population s'élevait à 1 714 habitants au recensement de 2021.

## Géographie
La localité est située dans le kraï du Primorié, un sujet de l'Extrême-Orient de la Russie, en Mandchourie-Extérieure, autrefois chinoise (avant 1860), et se trouve dans le district fédéral Extrême-Oriental. Elle est l'une des 21 localités du raïon de Chkotovo, un raïon du sud-est du kraï. Son centre administratif est la commune urbaine de Smolianinovo. La région est à l'extrémité méridionale des montagnes du Sikhote-Aline.
Podiapolskoïe, comme tout le kraï du Primorié, est située dans le fuseau horaire MSK+7 (heure de Vladivostok). Le décalage horaire appliqué par rapport au temps universel coordonné est +10:00.

De décembre 2004 à janvier 2023, Podiapolskoïe faisait partie de l'établissement rural de Podiapolskoïe,.

Vues de Podiapolskoïe :
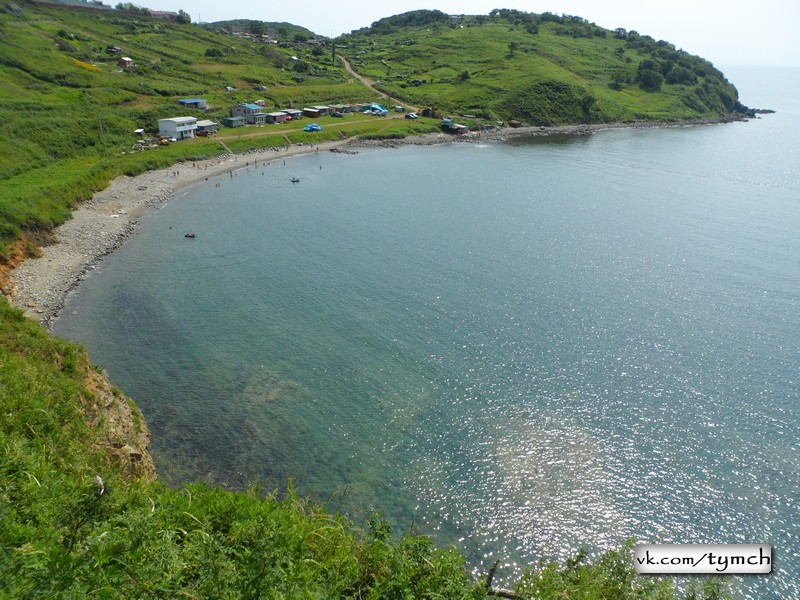
Une plage.
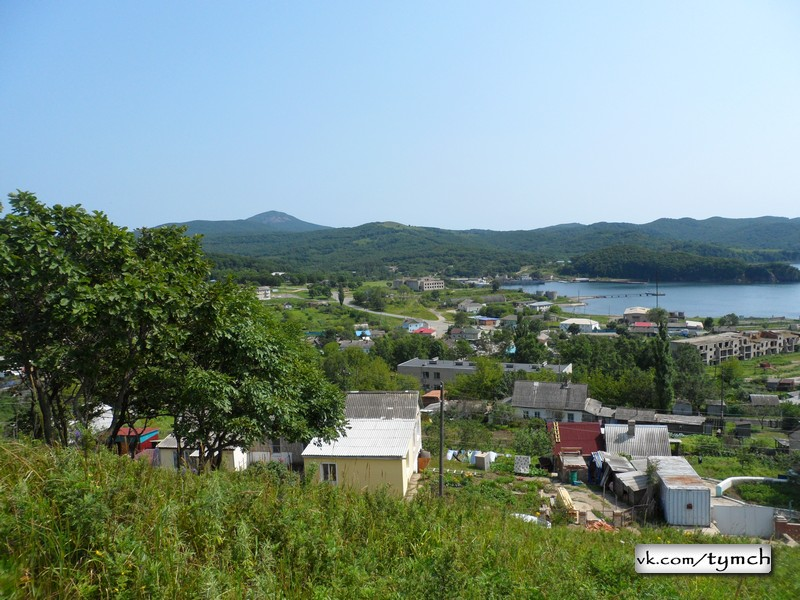
Vue d'une partie du village.
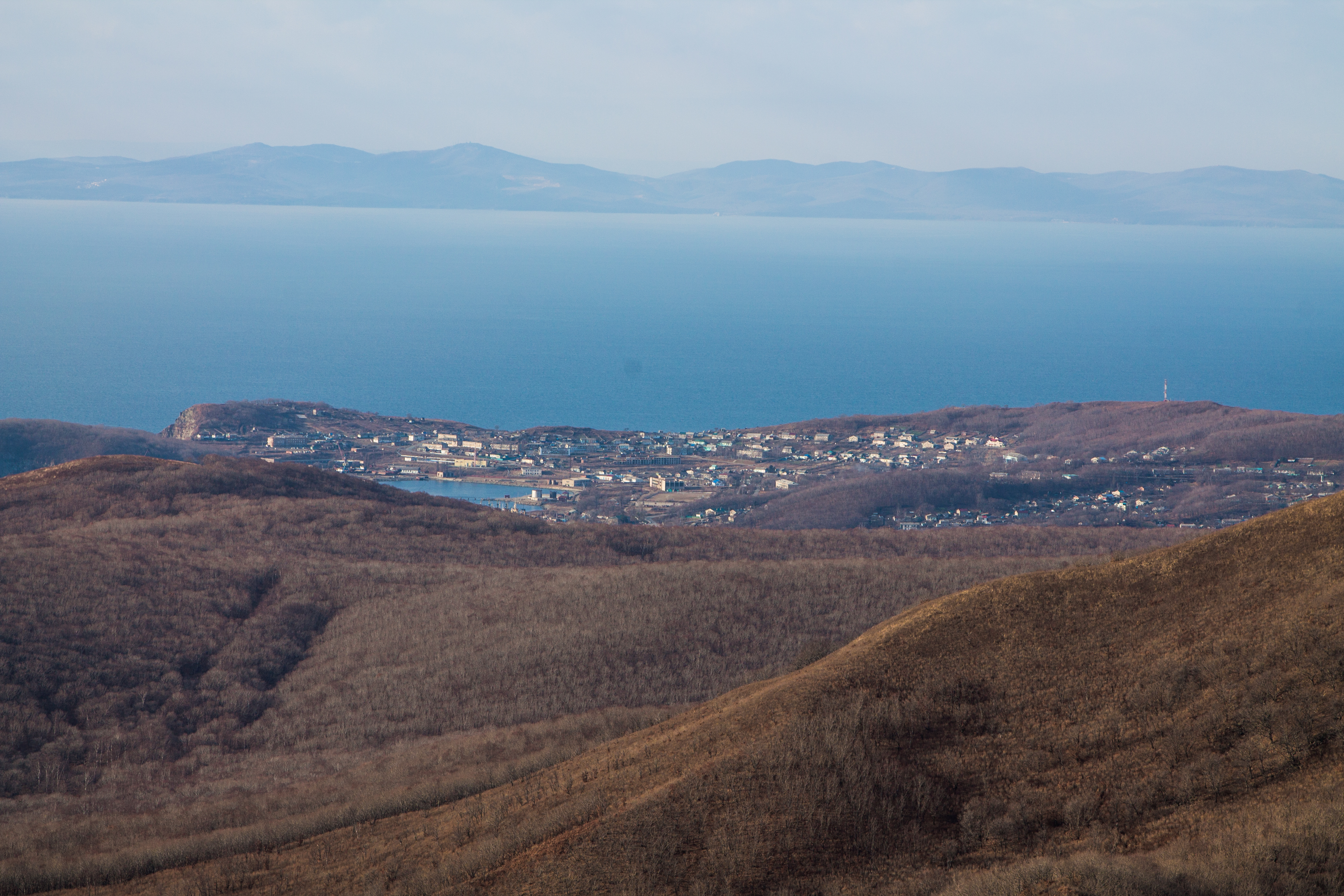
Vue générale.

## Histoire
La localité a été fondée en 1887.

## Démographie
Recensements (*) et estimations de la population,,:
| 2002 * | 2010* | 2021* | - |
| ------ | ----- | ----- | - |
| 2 090  | 1 965 | 1 714 | - |

En 2002, sur les 2 090 habitants, il y avait 93 % de Russes.